# 班都斯戰役
班都斯戰役 (希臘語：Μάχη της Πίνδου)於1940年秋季在希臘伊庇魯斯的班都斯山一帶發生，該戰役是義大利王國入侵希臘王國最初階段時展開，雖然義大利軍擁有較佳之裝備，但最終由希臘軍取得勝利，這是希意戰爭的轉折點，該戰役後，希臘人將義大利軍趕回阿爾巴尼亞境內。